# DAY6
Day6 (kor.: 데이식스, auch DAY6) ist eine südkoreanische Band der dritten K-Pop-Generation, die von JYP Entertainment gegründet wurde. Ihr Debütalbum The Day erschien am 7. September 2015. Nachdem Junhyeok, Sänger und Keyboarder, die Band Anfang 2016 verließ, besteht sie nun aus fünf Mitgliedern: Sungjin, Jae, Young K, Wonpil, und Dowoon. Ende 2021 verließ dann auch das Mitglied Jae die Band.

## Geschichte

### Bandgründung, Debütalbum The Day (2015) und Neubeginn mit Daydream (2016)
Zunächst kündigte JYP Entertainment die Gruppe als eine fünfköpfige Band namens 5Live an. Diese bestand aus Sungjin, Jae, Young K, Junhyeok und Wonpil. Die Band erschien 2014 in einer Folge der Mnet-Show Who is Next: WIN und veröffentlichte den Song Lovely Girl für den Soundtrack zu Pretty Man. Mitte 2015 kam der Schlagzeuger Dowoon zu der Gruppe und der Name wurde in Day6 geändert.
Am 7. September 2015 erschien das erste offizielle Mini-Album der Band, The Day.
JYP Entertainment gab am 27. Februar 2016 bekannt, dass Junhyeok die Band und das Plattenlabel aufgrund persönlicher Gründe verlassen hatte.
Die restlichen fünf Mitglieder veröffentlichten am 30. März 2016 ihr zweites Mini-Album Daydream.

### Projekt Every Day6 (2017)
Im Rahmen des Projekts Every Day6 veröffentlichte Day6 am 6. jedes Monats des Jahres 2017 online eine Single, bzw. sowohl im Juni als auch im Dezember 2017 jeweils ein Album mit den bis dato veröffentlichten Singles sowie finale Versionen einiger Songs aus den ersten beiden Mini-Alben. Das Projekt wurde begleitet von monatlichen Every Day6 Konzerten und endete am 3./4. März 2018 mit zwei Konzerten Every Day6 Finale Concert – The Best Moments. Durch dieses Projekt wuchs die Fangemeinde der Band deutlich an.

### Erste Welttournee "Youth" sowie Debüt in Japan mit Unlock (2018)
Vom 22. Juni 2018 bis zum 29. Januar 2019 ging die Band auf ihre erste Welttournee Day6 1st World Tour: Youth, die in Südkorea begann. Konzerte in Australien, Südostasien, Nord- und Südamerika sowie Europa folgten. Die Welttournee endete mit zwei zusätzlichen Konzerten am 30. und 31. März 2019 in Seoul.
Während der Welttournee veröffentlichten Day6 zwei weitere Mini-Alben. Shoot Me: Youth Part 1 erschien am 26. Juni 2018 und Remember Us: Youth Part 2 am 10. Dezember 2018.

### The Book of Us: Gravity und Entropy (2019) sowie The Best Day2 (2019)
Am 15. Juli 2019 veröffentlichte die Band ihr fünftes Mini-Album The Book of Us: Gravity mit dem Titelsong Time of Our Life (한 페이지가 될 수 있게) und fünf weiteren Songs. Mit Time of Our Life gewannen Day6 den ersten Platz der Musikshows "Showchampion" (24. Juli 2019) und "M Countdown" (Ep. 629). Zudem gewannen sie bei den M2 X Genie Music Awards (MGMA) den Preis für die beste Band.
Am 1. Juli 2019 wurde angekündigt, dass die zweite Welttournee der Band unter dem Titel Gravity am 9. August in Seoul beginnen wird und mit Konzerten in Nordamerika, Südostasien und Australien sowie Europa bis Januar 2020 fortgesetzt wird.
Am 28. September 2019 tauchten in mehreren Seouler U-Bahn-Stationen Plakate mit dem Schriftzug „2019.10.22 6pm“ und dem Logo von Day6 auf, was auf ein bevorstehendes Comeback hindeutete. Am 6. Oktober 2019 wurde der Trailer Film des neuen Albums namens The Book of Us: Entropy veröffentlicht, was das Comeback bestätigte. Mit Veröffentlichung der Titelliste wurde klar, dass The Book of Us: Entropy das dritte Album von Day6 mit 11 neuen Eigenkompositionen werden würde, darunter der Titeltrack Sweet Chaos. Album, Single und dazugehöriges Musikvideo wurden am 22. Oktober 2019 veröffentlicht.
Am 8. Oktober 2019 wurde zudem angekündigt, dass am 4. Dezember 2019 das zweite japanischsprachige Album mit dem Titel The Best Day2 erscheinen wird. Dieses besteht aus japanischer Versionen bereits veröffentlichter koreanischer Titel und zwei neuen Kompositionen. Der Titeltrack Finale wurde bereits am 22. Oktober 2019 auf diversen Streamingplattformen veröffentlicht.

### Diverses
Die Mitglieder von Day6, insbesondere Bassist Young K, der als Haupttexter gilt, schreiben und komponieren den Großteil ihrer Songs selbst.
Alle Mitglieder spielten bereits vor der Bandgründung ein Musikinstrument, allerdings mussten Sungjin und Young K auf Gitarre und Bass umsteigen und diese Instrumente neu erlernen.
Der offizielle Name der Fans von Day6 lautet MyDay.

## Mitglieder

### Derzeitige Mitglieder
| Künstlername | Künstlername | Geburtsname     | Geburtsname | Geburtsdatum | Rolle                           |
| Romanisiert  | Hangeul      | Romanisiert     | Hangul      | Geburtsdatum | Rolle                           |
| ------------ | ------------ | --------------- | ----------- | ------------ | ------------------------------- |
| Sungjin      | 성진         | Park Sung-Jin   | 박성진      | 16.01.1993   | Leader, Sänger, Gitarrist       |
| Young K      | 영케이       | Kang Young-Hyun | 강영현      | 19.12.1993   | Sänger, Rapper, Bassist         |
| Wonpil       | 원필         | Kim Won-Pil     | 김원필      | 28.04.1994   | Sänger, Synthesizer, Keyboarder |
| Dowoon       | 도운         | Yoon Do-Woon    | 윤도운      | 25.08.1995   | Sänger, Schlagzeuger            |

### Ehemalige Mitglieder
| Künstlername | Künstlername | Geburtsname    | Geburtsname | Geburtsdatum | Rolle                     |
| Romanisiert  | Hangeul      | Romanisiert    | Hangul      | Geburtsdatum | Rolle                     |
| ------------ | ------------ | -------------- | ----------- | ------------ | ------------------------- |
| Junhyeok     | 준혁         | Im Jun-Hyuk    | 임준혁      | 17.07.1993   | Sänger, Keyboarder        |
| Jae          | 제           | Park Jae-Hyung | 박제형      | 15.09.1992   | Sänger, Rapper, Gitarrist |

## Diskografie

### Studioalben
| Jahr | Titel                   | Höchstplatzierung, Gesamtwochen, AuszeichnungChartplatzierungen (Jahr, Titel, Platzierungen, Wochen, Auszeichnungen, Anmerkungen) | Höchstplatzierung, Gesamtwochen, AuszeichnungChartplatzierungen (Jahr, Titel, Platzierungen, Wochen, Auszeichnungen, Anmerkungen) | Anmerkungen                            |
| Jahr | Titel                   | KR | JP | Anmerkungen                            |
| ---- | ----------------------- | --- | --- | -------------------------------------- |
| 2017 | Sunrise                 | KR4 (… Wo.)KR | — | Erstveröffentlichung: 7. Juni 2017     |
| 2017 | Moonrise                | KR2 (65 Wo.)KR | — | Erstveröffentlichung: 6. Dezember 2017 |
| 2018 | Unlock                  | — | JP21 (3 Wo.)JP | Erstveröffentlichung: 17. Oktober 2018 |
| 2019 | The Book of Us: Entropy | KR4 (19 Wo.)KR | — | Erstveröffentlichung: 22. Oktober 2019 |

### Livealben
| Jahr | Titel                         | Höchstplatzierung, Gesamtwochen, AuszeichnungChartsChartplatzierungen (Jahr, Titel, Platzierungen, Wochen, Auszeichnungen, Anmerkungen) | Anmerkungen                             |
| Jahr | Titel                         | KR | Anmerkungen                             |
| ---- | ----------------------------- | --- | --------------------------------------- |
| 2016 | Day6 Live Concert Dream: Coda | — | Erstveröffentlichung: 26. November 2016 |

### Kompilationen
| Jahr | Titel         | Höchstplatzierung, Gesamtwochen, AuszeichnungChartsChartplatzierungen (Jahr, Titel, Platzierungen, Wochen, Auszeichnungen, Anmerkungen) | Anmerkungen                            |
| Jahr | Titel         | JP | Anmerkungen                            |
| ---- | ------------- | --- | -------------------------------------- |
| 2018 | The Best Day  | JP38 (2 Wo.)JP | Erstveröffentlichung: 6. Juni 2018     |
| 2019 | The Best Day2 | JP23 (2 Wo.)JP | Erstveröffentlichung: 4. Dezember 2019 |

### EPs
| Jahr | Titel                      | Höchstplatzierung, Gesamtwochen, AuszeichnungChartsChartplatzierungen (Jahr, Titel, Platzierungen, Wochen, Auszeichnungen, Anmerkungen) | Anmerkungen                             |
| Jahr | Titel                      | KR | Anmerkungen                             |
| ---- | -------------------------- | --- | --------------------------------------- |
| 2015 | The Day                    | KR6 (22 Wo.)KR | Erstveröffentlichung: 7. Dezember 2015  |
| 2016 | Daydream                   | KR4 (36 Wo.)KR | Erstveröffentlichung: 30. März 2016     |
| 2018 | Shoot Me: Youth Part 1     | KR4 (32 Wo.)KR | Erstveröffentlichung: 26. Juni 2018     |
| 2018 | Remember Us: Youth Part 2  | KR3 (34 Wo.)KR | Erstveröffentlichung: 10. Dezember 2018 |
| 2019 | The Book of Us: Gravity    | KR1 (24 Wo.)KR | Erstveröffentlichung: 15. Juli 2019     |
| 2020 | The Book of Us: The Demon  | KR2 (… Wo.)KR | Erstveröffentlichung: 11. Mai 2020      |
| 2021 | The Book of Us: Negentropy | KR3 (6 Wo.)KR | Erstveröffentlichung: 19. April 2021    |
| 2024 | Fourever                   | KR3 (6 Wo.)KR | Erstveröffentlichung: 18. März 2024     |
| 2024 | Band Aid                   | KR4 (8 Wo.)KR | Erstveröffentlichung: 2. September 2024 |

### Singles
| Jahr                   | Titel Album                                                       | Höchstplatzierung, Gesamtwochen, AuszeichnungChartplatzierungen (Jahr, Titel, Album, Platzierungen, Wochen, Auszeichnungen, Anmerkungen) | Höchstplatzierung, Gesamtwochen, AuszeichnungChartplatzierungen (Jahr, Titel, Album, Platzierungen, Wochen, Auszeichnungen, Anmerkungen) | Anmerkungen                         |
| Jahr                   | Titel Album                                                       | KR | JP | Anmerkungen                         |
| ---------------------- | ----------------------------------------------------------------- | --- | --- | ----------------------------------- |
| Südkoreanische Singles |                                                                   | | |                                     |
|                        |                                                                   | | |                                     |
| 2015                   | Congratulations The Day                                           | KR24 (… Wo.)KR | — | Erstveröffentlichung: 2015          |
| 2016                   | Letting Go (놓아 놓아 놓아) Daydream                              | — | — | Erstveröffentlichung: 2016          |
| 2017                   | I Wait (아 왜) Sunrise                                            | — | — | Erstveröffentlichung: 2017          |
| 2017                   | You Were Beautiful (예뻤어) Sunrise                               | KR23 (… Wo.)KR | — | Erstveröffentlichung: 2017          |
| 2017                   | How Can I Say (어떻게 말해) Sunrise                               | — | — | Erstveröffentlichung: 2017          |
| 2017                   | I’m Serious (장난 아닌데) Sunrise                                 | KR96 (1 Wo.)KR | — | Erstveröffentlichung: 2017          |
| 2017                   | Dance Dance Sunrise                                               | — | — | Erstveröffentlichung: 2017          |
| 2017                   | I Smile (반드시 웃는다) Sunrise                                   | KR98 (1 Wo.)KR | — | Erstveröffentlichung: 2017          |
| 2017                   | Hi Hello Moonrise                                                 | — | — | Erstveröffentlichung: 2017          |
| 2017                   | What Can I Do (좋은걸 뭐 어떡해) Moonrise                         | — | — | Erstveröffentlichung: 2017          |
| 2017                   | I Loved You Moonrise                                              | KR87 (1 Wo.)KR | — | Erstveröffentlichung: 2017          |
| 2017                   | When You Love Someone (그렇더라고요) Moonrise                     | — | — | Erstveröffentlichung: 2017          |
| 2017                   | All Alone (혼자야) Moonrise                                       | — | — | Erstveröffentlichung: 2017          |
| 2017                   | I Like You (좋아합니다) Moonrise                                  | KR88 (1 Wo.)KR | — | Erstveröffentlichung: 2017          |
| 2018                   | Shoot Me Shoot Me: Youth Part 1                                   | — | — | Erstveröffentlichung: 2018          |
| 2018                   | Beautiful Feeling Remember Us: Youth Part 2                       | — | — | Erstveröffentlichung: 2018          |
| 2018                   | Days Gone By (행복했던 날들이었다) Remember Us: Youth Part 2      | — | — | Erstveröffentlichung: 2018          |
| 2019                   | Time of Our Life (한 페이지가 될 수 있게) The Book of Us: Gravity | KR11 Platin (Streaming) · (… Wo.)KR | — | Erstveröffentlichung: 15. Juli 2019 |
| 2019                   | Sweet Chaos The Book of Us: Entropy                               | KR114 (1 Wo.)KR | — | Erstveröffentlichung: 2019          |
| 2020                   | Zombie The Book of Us: The Demon                                  | KR18 (3 Wo.)KR | — | Erstveröffentlichung: 2020          |
| 2021                   | You Make Me The Book of Us: Negentropy                            | KR73 (1 Wo.)KR | — | Erstveröffentlichung: 2021          |
| 2024                   | Welcome to the Show Fourever                                      | KR13 (… Wo.)KR | — | Erstveröffentlichung: 2024          |
| 2024                   | Melt Down (녹아내려요) Band Aid                                   | KR1 (… Wo.)KR | — | Erstveröffentlichung: 2024          |
| Japanische Singles     |                                                                   | | |                                     |
|                        |                                                                   | | |                                     |
| 2018                   | If -Mata Aetara- (If ～また逢えたら～) Unlock                     | — | JP28 (1 Wo.)JP | Erstveröffentlichung: 14. März 2018 |
| 2018                   | Stop the Rain Unlock                                              | — | — | Erstveröffentlichung: 25. Juli 2018 |
| 2018                   | Breaking Down Unlock                                              | — | — | Erstveröffentlichung: 2018          |
| 2019                   | Finale The Best Day2                                              | — | — | Erstveröffentlichung: 2019          |

### Beiträge für Soundtracks
| Jahr | Titel Album                   | Höchstplatzierung, Gesamtwochen, AuszeichnungChartsChartplatzierungen (Jahr, Titel, Album, Platzierungen, Wochen, Auszeichnungen, Anmerkungen) | Anmerkungen                |
| Jahr | Titel Album                   | KR | Anmerkungen                |
| ---- | ----------------------------- | --- | -------------------------- |
| 2013 | Lovely Girl Bel Ami O.S.T.    | — | Erstveröffentlichung: 2013 |
| 2018 | Chocolate Want More 19 O.S.T. | — | Erstveröffentlichung: 2018 |

## Konzerte
- 2015: DAY6 1st Live Concert "D-day"
- 2015: DAY6 1st Live & Meet In Bangkok
- 2016: DAY6 Live Concert "Dream"
- 2016: DAY6 Live Concert "Dream" In Bangkok
- 2017: DAY6 Every Day6 Concert
- 2018: Every DAY6 Finale Concert -The Best Moments
- 2018/2019: DAY6 1st World Tour "Youth" South Korea, South East Asia, Australia, North America, South America, Europe
- 2019: DAY6 "Youth Encore"
- 2019/2020: DAY6 2nd World Tour "Gravity" South Korea, North America, South East Asia, Australia, Europe

## Filmografie

### TV
- 2016: After School Club[16]